# Ligue des champions de l'AFC 2018
Navigation
Édition précédente Édition suivante
La Ligue des champions de l'AFC 2018 est la 37e édition de la plus prestigieuse des compétitions inter-clubs asiatiques, la 16e sous le nom de Ligue des champions. Elle oppose les meilleurs clubs d'Asie qui se sont illustrés dans leurs championnats respectifs la saison précédente. Le vainqueur de cette compétition participe à la Coupe du monde des clubs 2018.

## Participants
La confédération asiatique a d’abord défini des critères que les associations membres doivent respecter pour pouvoir envoyer leurs clubs dans la compétition continentale. Ces critères reposent notamment sur la professionnalisation des clubs, l'état des stades et des infrastructures, l’organisation du championnat local et l'affluence. Selon le degré de respect de ces critères, l'AFC accorde un nombre précis de places aux associations, qui peut aller de quatre places qualificatives pour la phase de groupes et/ou les barrages à aucune si les critères ne sont atteints en aucun point. L'Irak, le Liban et la Syrie sont exclus de la compétition pour n'avoir pas rempli les exigences de l'AFC tandis que le Koweït voit sa participation être annulée à la suite de la suspension de sa fédération.
Onze fédérations obtiennent une ou plusieurs places en phase de groupes. L'AFC conserve le format des barrages sur trois tours instauré en 2014, permettant à de nombreuses fédérations de pouvoir qualifier des équipes par le biais de leur championnat. Il y a ainsi 47 clubs issus de 19 pays inscrits à cette édition 2017 de la Ligue des champions.
Le classement final de l'association utilisé pour déterminer l'attribution des créneaux horaires a été publié le 27 novembre 2016, à l'issue de la Ligue des champions et de la Coupe de l'AFC 2016.
| Participation pour la Ligue des champions de l'AFC 2018 | Participation pour la Ligue des champions de l'AFC 2018 |
| ------------------------------------------------------- | ------------------------------------------------------- |
|                                                         | Remplit les critères de participation                   |
|                                                         | Ne remplit pas les critères de participation            |

| Rang  | Rang  | Fédération membre             | Points | Places           | Places  | Places  |
| Rang  | Rang  | Fédération membre             | Points | Phase de groupes | Barrage | Barrage |
| Zone  | Asie  | Fédération membre             | Points | Phase de groupes | Barrage | 2e tour |
| ----- | ----- | ----------------------------- | ------ | ---------------- | ------- | ------- |
| 1     | 2     | Émirats arabes unis           | 87.555 | 3                | 1       | 0       |
| 2     | 3     | Arabie saoudite               | 84.698 | 2                | 0       | 0       |
| 3     | 4     | Iran                          | 78.908 | 3                | 1       | 0       |
| 4     | 5     | Qatar                         | 78.171 | 3                | 1       | 0       |
| 5     | 9     | Ouzbékistan                   | 56.876 | 1                | 2       | 0       |
| 6     | 10    | Irak                          | 37.240 | 0                | 0       | 0       |
| 7     | 11    | Koweït (suspendu par la FIFA) | 36.457 | 0                | 0       | 0       |
| 8     | 13    | Syrie                         | 34.257 | 0                | 0       | 0       |
| 9     | 15    | Jordanie                      | 31.213 | 0                | 1       | 0       |
| 10    | 18    | Inde                          | 27.930 | 0                | 1       | 0       |
| 11    | 19    | Bahreïn                       | 27.353 | 0                | 1       | 0       |
| 12    | 20    | Liban                         | 22.077 | 0                | 0       | 0       |
| Total | Total | Total                         | Total  | 12               | 8       | 0       |
| Total | Total | Total                         | Total  | 12               | 8       |         |
| Total | Total | Total                         | Total  | 22               |         |         |

| Rang  | Rang  | Fédération membre | Points | Places           | Places  | Places  | Places   |
| Rang  | Rang  | Fédération membre | Points | Phase de groupes | Barrage | Barrage | Barrage  |
| Zone  | Asie  | Fédération membre | Points | Phase de groupes | Barrage | 2e tour | 1er tour |
| ----- | ----- | ----------------- | ------ | ---------------- | ------- | ------- | -------- |
| 1     | 1     | Corée du Sud      | 96.311 | 3                | 1       | 0       | 0        |
| 2     | 6     | Japon             | 75.807 | 3                | 1       | 0       | 0        |
| 3     | 7     | Chine             | 72.719 | 2                | 2       | 0       | 0        |
| 4     | 8     | Australie         | 72.599 | 2                | 0       | 1       | 0        |
| 5     | 12    | Thaïlande         | 34.753 | 1                | 0       | 2       | 0        |
| 6     | 14    | Hong Kong         | 31.797 | 1                | 0       | 1       | 0        |
| 7     | 16    | Viêt Nam          | 29.273 | 0                | 0       | 1       | 0        |
| 8     | 17    | Malaisie          | 28.865 | 0                | 0       | 1       | 0        |
| 9     | 21    | Indonésie         | 20.372 | 0                | 0       | 0       | 1        |
| 10    | 24    | Myanmar           | 17.220 | 0                | 0       | 0       | 1        |
| 11    | 25    | Philippines       | 17.188 | 0                | 0       | 0       | 1        |
| 12    | 25    | Singapour         | 13.664 | 0                | 0       | 0       | 1        |
| Total | Total | Total             | Total  | 12               | 4       | 6       | 4        |
| Total | Total | Total             | Total  | 12               | 14      |         |          |
| Total | Total | Total             | Total  | 12               | 26      |         |          |

| Asie de l'ouest | Asie de l'ouest | Asie de l'ouest | Asie de l'ouest | Asie de l'ouest | Asie de l'ouest | Asie de l'ouest | Asie de l'ouest | Asie de l'est | Asie de l'est | Asie de l'est | Asie de l'est | Asie de l'est | Asie de l'est | Asie de l'est | Asie de l'est |
| Phase de groupes | Phase de groupes | Phase de groupes | Phase de groupes | Phase de groupes | Phase de groupes | Phase de groupes | Phase de groupes | Phase de groupes | Phase de groupes | Phase de groupes | Phase de groupes | Phase de groupes | Phase de groupes | Phase de groupes | Phase de groupes |
| --- | --- | --- | --- | --- | --- | --- | --- | --- | --- | --- | --- | --- | --- | --- | --- |
| - Al-Jazira Champion des Émirats arabes unis en 2016-2017 - Al-Wahda Vainqueur de la coupe des Émirats arabes unis 2017 - Al-Wasl 2e des Émirats arabes unis en 2016-2017 - Al-Hilal Champion d'Arabie saoudite et vainqueur de la coupe du Roi 2017 en 2016-2017 - Al-Ahli 2e d'Arabie saoudite en 2016-2017 - Persepolis Champion d'Iran en 2016-2017 - Esteghlal Téhéran 2e d'Iran en 2016-2017 - Tractor Sazi 3e d'Iran en 2016-2017 - Al-Duhail Champion du Qatar en 2016-2017 - Al-Sadd Vainqueur de la Coupe de l'Émir de Qatar 2017 - Al-Rayyan 3e du Qatar en 2016-2017 - Lokomotiv Tachkent Champion d'Ouzbékistan en 2017 | - Al-Jazira Champion des Émirats arabes unis en 2016-2017 - Al-Wahda Vainqueur de la coupe des Émirats arabes unis 2017 - Al-Wasl 2e des Émirats arabes unis en 2016-2017 - Al-Hilal Champion d'Arabie saoudite et vainqueur de la coupe du Roi 2017 en 2016-2017 - Al-Ahli 2e d'Arabie saoudite en 2016-2017 - Persepolis Champion d'Iran en 2016-2017 - Esteghlal Téhéran 2e d'Iran en 2016-2017 - Tractor Sazi 3e d'Iran en 2016-2017 - Al-Duhail Champion du Qatar en 2016-2017 - Al-Sadd Vainqueur de la Coupe de l'Émir de Qatar 2017 - Al-Rayyan 3e du Qatar en 2016-2017 - Lokomotiv Tachkent Champion d'Ouzbékistan en 2017 | - Al-Jazira Champion des Émirats arabes unis en 2016-2017 - Al-Wahda Vainqueur de la coupe des Émirats arabes unis 2017 - Al-Wasl 2e des Émirats arabes unis en 2016-2017 - Al-Hilal Champion d'Arabie saoudite et vainqueur de la coupe du Roi 2017 en 2016-2017 - Al-Ahli 2e d'Arabie saoudite en 2016-2017 - Persepolis Champion d'Iran en 2016-2017 - Esteghlal Téhéran 2e d'Iran en 2016-2017 - Tractor Sazi 3e d'Iran en 2016-2017 - Al-Duhail Champion du Qatar en 2016-2017 - Al-Sadd Vainqueur de la Coupe de l'Émir de Qatar 2017 - Al-Rayyan 3e du Qatar en 2016-2017 - Lokomotiv Tachkent Champion d'Ouzbékistan en 2017 | - Al-Jazira Champion des Émirats arabes unis en 2016-2017 - Al-Wahda Vainqueur de la coupe des Émirats arabes unis 2017 - Al-Wasl 2e des Émirats arabes unis en 2016-2017 - Al-Hilal Champion d'Arabie saoudite et vainqueur de la coupe du Roi 2017 en 2016-2017 - Al-Ahli 2e d'Arabie saoudite en 2016-2017 - Persepolis Champion d'Iran en 2016-2017 - Esteghlal Téhéran 2e d'Iran en 2016-2017 - Tractor Sazi 3e d'Iran en 2016-2017 - Al-Duhail Champion du Qatar en 2016-2017 - Al-Sadd Vainqueur de la Coupe de l'Émir de Qatar 2017 - Al-Rayyan 3e du Qatar en 2016-2017 - Lokomotiv Tachkent Champion d'Ouzbékistan en 2017 | - Al-Jazira Champion des Émirats arabes unis en 2016-2017 - Al-Wahda Vainqueur de la coupe des Émirats arabes unis 2017 - Al-Wasl 2e des Émirats arabes unis en 2016-2017 - Al-Hilal Champion d'Arabie saoudite et vainqueur de la coupe du Roi 2017 en 2016-2017 - Al-Ahli 2e d'Arabie saoudite en 2016-2017 - Persepolis Champion d'Iran en 2016-2017 - Esteghlal Téhéran 2e d'Iran en 2016-2017 - Tractor Sazi 3e d'Iran en 2016-2017 - Al-Duhail Champion du Qatar en 2016-2017 - Al-Sadd Vainqueur de la Coupe de l'Émir de Qatar 2017 - Al-Rayyan 3e du Qatar en 2016-2017 - Lokomotiv Tachkent Champion d'Ouzbékistan en 2017 | - Al-Jazira Champion des Émirats arabes unis en 2016-2017 - Al-Wahda Vainqueur de la coupe des Émirats arabes unis 2017 - Al-Wasl 2e des Émirats arabes unis en 2016-2017 - Al-Hilal Champion d'Arabie saoudite et vainqueur de la coupe du Roi 2017 en 2016-2017 - Al-Ahli 2e d'Arabie saoudite en 2016-2017 - Persepolis Champion d'Iran en 2016-2017 - Esteghlal Téhéran 2e d'Iran en 2016-2017 - Tractor Sazi 3e d'Iran en 2016-2017 - Al-Duhail Champion du Qatar en 2016-2017 - Al-Sadd Vainqueur de la Coupe de l'Émir de Qatar 2017 - Al-Rayyan 3e du Qatar en 2016-2017 - Lokomotiv Tachkent Champion d'Ouzbékistan en 2017 | - Al-Jazira Champion des Émirats arabes unis en 2016-2017 - Al-Wahda Vainqueur de la coupe des Émirats arabes unis 2017 - Al-Wasl 2e des Émirats arabes unis en 2016-2017 - Al-Hilal Champion d'Arabie saoudite et vainqueur de la coupe du Roi 2017 en 2016-2017 - Al-Ahli 2e d'Arabie saoudite en 2016-2017 - Persepolis Champion d'Iran en 2016-2017 - Esteghlal Téhéran 2e d'Iran en 2016-2017 - Tractor Sazi 3e d'Iran en 2016-2017 - Al-Duhail Champion du Qatar en 2016-2017 - Al-Sadd Vainqueur de la Coupe de l'Émir de Qatar 2017 - Al-Rayyan 3e du Qatar en 2016-2017 - Lokomotiv Tachkent Champion d'Ouzbékistan en 2017 | - Al-Jazira Champion des Émirats arabes unis en 2016-2017 - Al-Wahda Vainqueur de la coupe des Émirats arabes unis 2017 - Al-Wasl 2e des Émirats arabes unis en 2016-2017 - Al-Hilal Champion d'Arabie saoudite et vainqueur de la coupe du Roi 2017 en 2016-2017 - Al-Ahli 2e d'Arabie saoudite en 2016-2017 - Persepolis Champion d'Iran en 2016-2017 - Esteghlal Téhéran 2e d'Iran en 2016-2017 - Tractor Sazi 3e d'Iran en 2016-2017 - Al-Duhail Champion du Qatar en 2016-2017 - Al-Sadd Vainqueur de la Coupe de l'Émir de Qatar 2017 - Al-Rayyan 3e du Qatar en 2016-2017 - Lokomotiv Tachkent Champion d'Ouzbékistan en 2017 | - Jeonbuk Hyundai Motors Champion de Corée du Sud en 2017 - Ulsan Hyundai Vainqueur de la coupe de Corée du Sud 2017 - Jeju United 2e de Corée du Sud en 2017 - Kawasaki Frontale Champion du Japon en 2017 - Cerezo Osaka Vainqueur de la coupe du Japon 2017 - Kashima Antlers 2e du Japon en 2017 - Guangzhou Evergrande Champion de Chine en 2017 - Shanghai Shenhua Vainqueur de la coupe de Chine 2017 - Sydney FC 1er de la saison régulière d'Australie en 2016-2017 - Melbourne Victory Second de la saison régulière d'Australie en 2016-2017 - Buriram United Champion de Thaïlande en 2016 - Kitchee SC Champion de Hong Kong en 2016-2017 | - Jeonbuk Hyundai Motors Champion de Corée du Sud en 2017 - Ulsan Hyundai Vainqueur de la coupe de Corée du Sud 2017 - Jeju United 2e de Corée du Sud en 2017 - Kawasaki Frontale Champion du Japon en 2017 - Cerezo Osaka Vainqueur de la coupe du Japon 2017 - Kashima Antlers 2e du Japon en 2017 - Guangzhou Evergrande Champion de Chine en 2017 - Shanghai Shenhua Vainqueur de la coupe de Chine 2017 - Sydney FC 1er de la saison régulière d'Australie en 2016-2017 - Melbourne Victory Second de la saison régulière d'Australie en 2016-2017 - Buriram United Champion de Thaïlande en 2016 - Kitchee SC Champion de Hong Kong en 2016-2017 | - Jeonbuk Hyundai Motors Champion de Corée du Sud en 2017 - Ulsan Hyundai Vainqueur de la coupe de Corée du Sud 2017 - Jeju United 2e de Corée du Sud en 2017 - Kawasaki Frontale Champion du Japon en 2017 - Cerezo Osaka Vainqueur de la coupe du Japon 2017 - Kashima Antlers 2e du Japon en 2017 - Guangzhou Evergrande Champion de Chine en 2017 - Shanghai Shenhua Vainqueur de la coupe de Chine 2017 - Sydney FC 1er de la saison régulière d'Australie en 2016-2017 - Melbourne Victory Second de la saison régulière d'Australie en 2016-2017 - Buriram United Champion de Thaïlande en 2016 - Kitchee SC Champion de Hong Kong en 2016-2017 | - Jeonbuk Hyundai Motors Champion de Corée du Sud en 2017 - Ulsan Hyundai Vainqueur de la coupe de Corée du Sud 2017 - Jeju United 2e de Corée du Sud en 2017 - Kawasaki Frontale Champion du Japon en 2017 - Cerezo Osaka Vainqueur de la coupe du Japon 2017 - Kashima Antlers 2e du Japon en 2017 - Guangzhou Evergrande Champion de Chine en 2017 - Shanghai Shenhua Vainqueur de la coupe de Chine 2017 - Sydney FC 1er de la saison régulière d'Australie en 2016-2017 - Melbourne Victory Second de la saison régulière d'Australie en 2016-2017 - Buriram United Champion de Thaïlande en 2016 - Kitchee SC Champion de Hong Kong en 2016-2017 | - Jeonbuk Hyundai Motors Champion de Corée du Sud en 2017 - Ulsan Hyundai Vainqueur de la coupe de Corée du Sud 2017 - Jeju United 2e de Corée du Sud en 2017 - Kawasaki Frontale Champion du Japon en 2017 - Cerezo Osaka Vainqueur de la coupe du Japon 2017 - Kashima Antlers 2e du Japon en 2017 - Guangzhou Evergrande Champion de Chine en 2017 - Shanghai Shenhua Vainqueur de la coupe de Chine 2017 - Sydney FC 1er de la saison régulière d'Australie en 2016-2017 - Melbourne Victory Second de la saison régulière d'Australie en 2016-2017 - Buriram United Champion de Thaïlande en 2016 - Kitchee SC Champion de Hong Kong en 2016-2017 | - Jeonbuk Hyundai Motors Champion de Corée du Sud en 2017 - Ulsan Hyundai Vainqueur de la coupe de Corée du Sud 2017 - Jeju United 2e de Corée du Sud en 2017 - Kawasaki Frontale Champion du Japon en 2017 - Cerezo Osaka Vainqueur de la coupe du Japon 2017 - Kashima Antlers 2e du Japon en 2017 - Guangzhou Evergrande Champion de Chine en 2017 - Shanghai Shenhua Vainqueur de la coupe de Chine 2017 - Sydney FC 1er de la saison régulière d'Australie en 2016-2017 - Melbourne Victory Second de la saison régulière d'Australie en 2016-2017 - Buriram United Champion de Thaïlande en 2016 - Kitchee SC Champion de Hong Kong en 2016-2017 | - Jeonbuk Hyundai Motors Champion de Corée du Sud en 2017 - Ulsan Hyundai Vainqueur de la coupe de Corée du Sud 2017 - Jeju United 2e de Corée du Sud en 2017 - Kawasaki Frontale Champion du Japon en 2017 - Cerezo Osaka Vainqueur de la coupe du Japon 2017 - Kashima Antlers 2e du Japon en 2017 - Guangzhou Evergrande Champion de Chine en 2017 - Shanghai Shenhua Vainqueur de la coupe de Chine 2017 - Sydney FC 1er de la saison régulière d'Australie en 2016-2017 - Melbourne Victory Second de la saison régulière d'Australie en 2016-2017 - Buriram United Champion de Thaïlande en 2016 - Kitchee SC Champion de Hong Kong en 2016-2017 | - Jeonbuk Hyundai Motors Champion de Corée du Sud en 2017 - Ulsan Hyundai Vainqueur de la coupe de Corée du Sud 2017 - Jeju United 2e de Corée du Sud en 2017 - Kawasaki Frontale Champion du Japon en 2017 - Cerezo Osaka Vainqueur de la coupe du Japon 2017 - Kashima Antlers 2e du Japon en 2017 - Guangzhou Evergrande Champion de Chine en 2017 - Shanghai Shenhua Vainqueur de la coupe de Chine 2017 - Sydney FC 1er de la saison régulière d'Australie en 2016-2017 - Melbourne Victory Second de la saison régulière d'Australie en 2016-2017 - Buriram United Champion de Thaïlande en 2016 - Kitchee SC Champion de Hong Kong en 2016-2017 |
| Barrages | | | | | | | | | | | | | | | |
| - Al-Aïn 4e des Émirats arabes unis en 2016-2017 - Zob Ahan 4e d'Iran en 2016-2017 - Al-Gharafa 5e du Qatar en 2016-2017 - Nasaf Qarshi 2e d'Ouzbékistan en 2017 - Pakhtakor Tachkent 3e d'Ouzbékistan en 2017 - Al-Faisaly Champion de Jordanie en 2016-2017 - Aizawl Champion d'Inde en 2017 - Malkiya Champion de Bahreïn en 2016-2017 | - Al-Aïn 4e des Émirats arabes unis en 2016-2017 - Zob Ahan 4e d'Iran en 2016-2017 - Al-Gharafa 5e du Qatar en 2016-2017 - Nasaf Qarshi 2e d'Ouzbékistan en 2017 - Pakhtakor Tachkent 3e d'Ouzbékistan en 2017 - Al-Faisaly Champion de Jordanie en 2016-2017 - Aizawl Champion d'Inde en 2017 - Malkiya Champion de Bahreïn en 2016-2017 | - Al-Aïn 4e des Émirats arabes unis en 2016-2017 - Zob Ahan 4e d'Iran en 2016-2017 - Al-Gharafa 5e du Qatar en 2016-2017 - Nasaf Qarshi 2e d'Ouzbékistan en 2017 - Pakhtakor Tachkent 3e d'Ouzbékistan en 2017 - Al-Faisaly Champion de Jordanie en 2016-2017 - Aizawl Champion d'Inde en 2017 - Malkiya Champion de Bahreïn en 2016-2017 | - Al-Aïn 4e des Émirats arabes unis en 2016-2017 - Zob Ahan 4e d'Iran en 2016-2017 - Al-Gharafa 5e du Qatar en 2016-2017 - Nasaf Qarshi 2e d'Ouzbékistan en 2017 - Pakhtakor Tachkent 3e d'Ouzbékistan en 2017 - Al-Faisaly Champion de Jordanie en 2016-2017 - Aizawl Champion d'Inde en 2017 - Malkiya Champion de Bahreïn en 2016-2017 | - Al-Aïn 4e des Émirats arabes unis en 2016-2017 - Zob Ahan 4e d'Iran en 2016-2017 - Al-Gharafa 5e du Qatar en 2016-2017 - Nasaf Qarshi 2e d'Ouzbékistan en 2017 - Pakhtakor Tachkent 3e d'Ouzbékistan en 2017 - Al-Faisaly Champion de Jordanie en 2016-2017 - Aizawl Champion d'Inde en 2017 - Malkiya Champion de Bahreïn en 2016-2017 | - Al-Aïn 4e des Émirats arabes unis en 2016-2017 - Zob Ahan 4e d'Iran en 2016-2017 - Al-Gharafa 5e du Qatar en 2016-2017 - Nasaf Qarshi 2e d'Ouzbékistan en 2017 - Pakhtakor Tachkent 3e d'Ouzbékistan en 2017 - Al-Faisaly Champion de Jordanie en 2016-2017 - Aizawl Champion d'Inde en 2017 - Malkiya Champion de Bahreïn en 2016-2017 | - Al-Aïn 4e des Émirats arabes unis en 2016-2017 - Zob Ahan 4e d'Iran en 2016-2017 - Al-Gharafa 5e du Qatar en 2016-2017 - Nasaf Qarshi 2e d'Ouzbékistan en 2017 - Pakhtakor Tachkent 3e d'Ouzbékistan en 2017 - Al-Faisaly Champion de Jordanie en 2016-2017 - Aizawl Champion d'Inde en 2017 - Malkiya Champion de Bahreïn en 2016-2017 | - Al-Aïn 4e des Émirats arabes unis en 2016-2017 - Zob Ahan 4e d'Iran en 2016-2017 - Al-Gharafa 5e du Qatar en 2016-2017 - Nasaf Qarshi 2e d'Ouzbékistan en 2017 - Pakhtakor Tachkent 3e d'Ouzbékistan en 2017 - Al-Faisaly Champion de Jordanie en 2016-2017 - Aizawl Champion d'Inde en 2017 - Malkiya Champion de Bahreïn en 2016-2017 | - Suwon Samsung Bluewings 3e de Corée du Sud en 2017 - Kashiwa Reysol 4e du Japon en 2017 - Shanghai SIPG 2e de Chine en 2017 - Tianjin Quanjian 3e de Chine en 2017 | - Suwon Samsung Bluewings 3e de Corée du Sud en 2017 - Kashiwa Reysol 4e du Japon en 2017 - Shanghai SIPG 2e de Chine en 2017 - Tianjin Quanjian 3e de Chine en 2017 | - Suwon Samsung Bluewings 3e de Corée du Sud en 2017 - Kashiwa Reysol 4e du Japon en 2017 - Shanghai SIPG 2e de Chine en 2017 - Tianjin Quanjian 3e de Chine en 2017 | - Suwon Samsung Bluewings 3e de Corée du Sud en 2017 - Kashiwa Reysol 4e du Japon en 2017 - Shanghai SIPG 2e de Chine en 2017 - Tianjin Quanjian 3e de Chine en 2017 | - Suwon Samsung Bluewings 3e de Corée du Sud en 2017 - Kashiwa Reysol 4e du Japon en 2017 - Shanghai SIPG 2e de Chine en 2017 - Tianjin Quanjian 3e de Chine en 2017 | - Suwon Samsung Bluewings 3e de Corée du Sud en 2017 - Kashiwa Reysol 4e du Japon en 2017 - Shanghai SIPG 2e de Chine en 2017 - Tianjin Quanjian 3e de Chine en 2017 | - Suwon Samsung Bluewings 3e de Corée du Sud en 2017 - Kashiwa Reysol 4e du Japon en 2017 - Shanghai SIPG 2e de Chine en 2017 - Tianjin Quanjian 3e de Chine en 2017 | - Suwon Samsung Bluewings 3e de Corée du Sud en 2017 - Kashiwa Reysol 4e du Japon en 2017 - Shanghai SIPG 2e de Chine en 2017 - Tianjin Quanjian 3e de Chine en 2017 |
| Deuxième tour | | | | | | | | | | | | | | | |
| | | | | | | | | - Brisbane Roar 3e de la saison régulière d'Australie en 2016-2017 - Chiangrai United Vainqueur de la coupe de Thaïlande 2017 - Muangthong United 2e de Thaïlande en 2017 - Eastern Vainqueur du Barrage de Hong Kong en 2016-2017 - FLC Thanh Hóa Champion du Viêt Nam en 2017 - Johor Darul Ta'zim Champion de Malaisie en 2017 | | | | | | | |
| Premier tour | | | | | | | | | | | | | | | |
| | | | | | | | | - Bali United Vice-Champion d'Indonésie en 2017 - Shan United Champion de Birmanie en 2017 - Ceres-Negros Champion de Philippines en 2017 - Tampines Rovers Vice-champion de Singapour en 2017 | | | | | | | |

## Calendrier
| Nom                                             | Tirage au sort | Date aller                           | Date retour                      | Équipes participantes | Équipes restantes |
| Barrages                                        | Barrages       | Barrages                             | Barrages                         | Barrages              | Barrages          |
| ----------------------------------------------- | -------------- | ------------------------------------ | -------------------------------- | --------------------- | ----------------- |
| Premier tour                                    |                | 16 janvier                           | 16 janvier                       | 2                     | 1                 |
| Deuxième tour                                   |                | 23 janvier                           | 23 janvier                       | 11                    | 6                 |
| Troisième tour                                  |                | 30 janvier                           | 30 janvier                       | 16                    | 8                 |
| Phase de groupes                                |                |                                      |                                  |                       |                   |
| Journées 1 et 4 Journées 2 et 5 Journées 3 et 6 |                | 12-14 février 19-21 février 5-7 mars | 12-14 mars 2-4 avril 16-18 avril | 32                    | 32 à 16           |
| Phase finale                                    |                |                                      |                                  |                       |                   |
| Huitièmes de finale                             |                | 7-9 mai                              | 14-16 mai                        | 16                    | 16 à 8            |
| Quarts de finale                                |                | 27-29 août                           | 17-19 septembre                  | 8                     | 8 à 4             |
| Demi-finales                                    | 1-3 octobre    | 22-24 octobre                        | 4                                | 4 à 2                 |                   |
| Finale                                          | 3 novembre     | 10 novembre                          | 2                                | 2 à 1                 |                   |

## Barrages
| Al-Aïn Club  | 2 - 0 | Malkiya SCC        |
| Zob Ahan     | 3 - 1 | Aizawl             |
| Al-Gharafa   | 2 - 1 | Pakhtakor Tachkent |
| Nasaf Qarshi | 5 - 1 | Al-Faisaly         |

| Asie de l'Est           | Asie de l'Est | Asie de l'Est      | Asie de l'Est | Asie de l'Est | Asie de l'Est | Asie de l'Est | Asie de l'Est |
| Club                    | Score         | Club               |               |               |               |               |               |
| Premier tour            | Premier tour  | Premier tour       | Premier tour  | Premier tour  | Premier tour  | Premier tour  | Premier tour  |
| ----------------------- | ------------- | ------------------ | ------------- | ------------- | ------------- | ------------- | ------------- |
| Shan United             | 1 - 1 3-4 tab | Ceres-Negros FC    |               |               |               |               |               |
| Bali United             | 3 - 1         | Tampines Rovers    |               |               |               |               |               |
| Deuxième tour           |               |                    |               |               |               |               |               |
| Eastern AA              | 2 - 4         | Thanh Hóa          |               |               |               |               |               |
| Muangthong United       | 5 - 2         | Johor Darul Ta'zim |               |               |               |               |               |
| Chiangrai United        | 2 - 1 ap      | Bali United        |               |               |               |               |               |
| Brisbane Roar           | 2 - 3         | Ceres-Negros FC    |               |               |               |               |               |
| Troisième tour          |               |                    |               |               |               |               |               |
| Suwon Samsung Bluewings | 5 - 1         | Thanh Hóa          |               |               |               |               |               |
| Kashiwa Reysol          | 3 - 0         | Muangthong United  |               |               |               |               |               |
| Shanghai SIPG           | 1 - 0         | Chiangrai United   |               |               |               |               |               |
| Tianjin Quanjian        | 2 - 0         | Ceres-Negros FC    |               |               |               |               |               |

### Premier tour
Région Est
| 16 janvier 2018 | Shan United                                           | 1 - 1 a. p.       | Ceres-Negros FC                    | Stade Thuwunna, Rangoun   |                           |
| 16h00 UTC+6:30  | Asare 99e                                             | (0-0)             | 94e (csc) Nyakwe                   | Arbitrage : Ahmed Ali Ali | Arbitrage : Ahmed Ali Ali |
| 16h00 UTC+6:30  | (Rapport)                                             |                   |                                    | Arbitrage : Ahmed Ali Ali | Arbitrage : Ahmed Ali Ali |
| 16h00 UTC+6:30  | Asare · Chizoba · Nay Lin Tun · Win Min Htut · Nyakwe | Tirs au but 3 - 4 | de Murga · Schröck · Ott · Marañón | Arbitrage : Ahmed Ali Ali | Arbitrage : Ahmed Ali Ali |

| 16 janvier 2018 | Bali United                                      | 3 - 1   | Tampines Rovers | Kapten I Wayan Dipta Stadium, Gianyar            |                                                  |
| 20h30 UTC+8     | Sausu 17e · Spasojević 62e · Saghara Putra 90+2e | (1 - 1) | Stephen 42e     | Spectateurs : 19,237 Arbitrage : Hiroyuki Kimura | Spectateurs : 19,237 Arbitrage : Hiroyuki Kimura |
| 20h30 UTC+8     | (Rapport)                                        |         |                 | Spectateurs : 19,237 Arbitrage : Hiroyuki Kimura | Spectateurs : 19,237 Arbitrage : Hiroyuki Kimura |

### Deuxième tour
Région Est
| 23 janvier 2018 | Eastern AA                  | 2 - 4   | FLC Thanh Hóa                           | Mong Kok Stadium, Hong Kong                 |                                             |
| 20h00 UTC+8     | Lugo 25e · Bleda 64e (pen.) | (1 - 1) | Faye 31e (pen.) · H. Tùng 59e 60e 90+6e | Spectateurs : 3 305 Arbitrage : Kim Hee-gon | Spectateurs : 3 305 Arbitrage : Kim Hee-gon |
| 20h00 UTC+8     | (Rapport)                   |         |                                         | Spectateurs : 3 305 Arbitrage : Kim Hee-gon | Spectateurs : 3 305 Arbitrage : Kim Hee-gon |

| 23 janvier 2018 | Muangthong United                                                 | 5 - 2   | Johor Darul Ta'zim FC | Stade Suphachalasai, Bangkok                |                                             |
| 19h30 UTC+7     | Sarach 7e · Tristan 21e · Heberty 29e (pen.) 63e · Theerathon 56e | (3 - 0) | Díaz 90+2e 90+5e      | Spectateurs : 7,949 Arbitrage : Aziz Asimov | Spectateurs : 7,949 Arbitrage : Aziz Asimov |
| 19h30 UTC+7     | (Rapport)                                                         |         |                       | Spectateurs : 7,949 Arbitrage : Aziz Asimov | Spectateurs : 7,949 Arbitrage : Aziz Asimov |

| 23 janvier 2018 | Chiangrai United              | 2 - 1 a. p. | Bali United     | Singha Stadium, Chiang Rai                      |                                                 |
| 19h00 UTC+7     | Akarawin 94e · Pathompol 105e | (0 - 0)     | Spasojević 116e | Spectateurs : 5,960 Arbitrage : Arumughan Rowan | Spectateurs : 5,960 Arbitrage : Arumughan Rowan |
| 19h00 UTC+7     | (Rapport)                     |             |                 | Spectateurs : 5,960 Arbitrage : Arumughan Rowan | Spectateurs : 5,960 Arbitrage : Arumughan Rowan |

| 23 janvier 2018 | Brisbane Roar                | 2 - 3   | Ceres-Negros                | Queensland Sport and Athletics Centre, Brisbane |                                                |
| 19h00 UTC+10    | Maccarone 35e · Bauthéac 86e | (1 - 1) | Bienve 43e 65e · Nazari 75e | Spectateurs : 1 279 Arbitrage : Yudai Yamamoto  | Spectateurs : 1 279 Arbitrage : Yudai Yamamoto |
| 19h00 UTC+10    | (Rapport)                    |         |                             | Spectateurs : 1 279 Arbitrage : Yudai Yamamoto  | Spectateurs : 1 279 Arbitrage : Yudai Yamamoto |

### Troisième tour
Région Ouest
| 30 janvier 2018 | Al-Aïn Club         | 2 - 0   | Malkiya SCC | Stade Hazza Bin Zayed, Al-Aïn                            |                                                          |
| 18h15 UTC+4     | Berg 53e · Caio 61e | (0 - 0) |             | Spectateurs : 5 063 Arbitrage : Mohd Amirul Izwan Yaacob | Spectateurs : 5 063 Arbitrage : Mohd Amirul Izwan Yaacob |

| 30 janvier 2018 | Zob Ahan                               | 3 - 1   | Aizawl FC   | Stade Foolad Shahr, Ispahan                         |                                                     |
| 17h00 UTC+3:30  | Rajabzadeh 3e (pen.) · Tabrizi 83e 90e | (1 - 1) | 21e Ionescu | Spectateurs : 3 000 Arbitrage : Nivon Robesh Gamini | Spectateurs : 3 000 Arbitrage : Nivon Robesh Gamini |

| 30 janvier 2018 | Al-Gharafa SC            | 2 - 1 | Pakhtakor Tachkent | Al-Gharafa Stadium, Doha                                   |                                                            |
| 20h00 UTC+3     | Sneijder 21e · Amado 28e |       | 90+3e Khakimov     | Spectateurs : 2 936 Arbitrage : Mohanad Qasim Eesee Sarray | Spectateurs : 2 936 Arbitrage : Mohanad Qasim Eesee Sarray |

| 30 janvier 2018 | Nasaf Qarshi                                                                           | 5 - 1   | Al-Faisaly Club | Stade Qarshi Markaziy, Karchi                    |                                                  |
| 16h00 UTC+5     | Golban 12e · Abdukhalikov 49e · Ganiev 52e · Ćeran 61e (pen.) · Al Rawashdeh 87e (csc) | (1 - 0) | 90e Meha        | Spectateurs : 12 843 Arbitrage : Hiroyuki Kimura | Spectateurs : 12 843 Arbitrage : Hiroyuki Kimura |

Région Est
| 30 janvier 2018 | Suwon Samsung Bluewings                                                   | 5 - 1   | Thanh Hóa FC | Suwon World Cup Stadium, Suwon                  |                                                 |
| 19h30 UTC+9     | Waguininho 44e 49e · Lim Sang-hyub 47e · Lee Ki-je 57e · D.Damjanović 86e | (2 - 0) | 90e Faye     | Spectateurs : 4 790 Arbitrage : Khamis Al-Marri | Spectateurs : 4 790 Arbitrage : Khamis Al-Marri |

| 30 janvier 2018 | Kashiwa Reysol               | 3 - 0 | Muangthong United | Stade Hitachi, Kashiwa                           |                                                  |
| 19h00 UTC+9     | Cristiano 51e, 62e · Ito 89e | (0-0) |                   | Spectateurs : 6 598 Arbitrage : Ammar Al-Jeneibi | Spectateurs : 6 598 Arbitrage : Ammar Al-Jeneibi |

| 30 janvier 2018 | Shanghai SIPG | 1 - 0   | Chiangrai United | Stade de Shanghai, Shanghai                    |                                                |
| 19h35 UTC+8     | Yu Hai 48e    | (0 - 0) |                  | Spectateurs : 17 300 Arbitrage : Ali Abdulnabi | Spectateurs : 17 300 Arbitrage : Ali Abdulnabi |

| 30 janvier 2018 | Tianjin Quanjian | 2 - 0   | Ceres-Negros FC | Centre olympique de Tianjin, Tianjin               |                                                    |
| 15h30 UTC+8     | Modeste 18e 57e  | (1 - 0) |                 | Spectateurs : 23 310 Arbitrage : Masoud Tufayelieh | Spectateurs : 23 310 Arbitrage : Masoud Tufayelieh |
| 15h30 UTC+8     | (Rapport)        |         |                 | Spectateurs : 23 310 Arbitrage : Masoud Tufayelieh | Spectateurs : 23 310 Arbitrage : Masoud Tufayelieh |

## Phase de groupes

### Groupe A
| Rang | Équipe        | Pts | J | G | N | P | Bp | Bc | Diff |  | Résultats (▼ dom., ► ext.) |     |     |     |     |
| ---- | ------------- | --- | - | - | - | - | -- | -- | ---- |  | -------------------------- | --- | --- | --- | --- |
| 1    | Al-Ahli       | 12  | 6 | 4 | 2 | 0 | 9  | 4  | +5   |  | Al-Ahli                    |     | 2-1 | 1-1 | 2-0 |
| 2    | Al-Jazira     | 8   | 6 | 2 | 2 | 2 | 9  | 9  | 0    |  | Al-Jazira                  | 1-2 |     | 3-2 | 0-0 |
| 3    | Al-Gharafa SC | 8   | 6 | 2 | 2 | 2 | 12 | 9  | +3   |  | Al-Gharafa SC              | 1-1 | 2-3 |     | 3-0 |
| 4    | Tractor Sazi  | 2   | 6 | 0 | 2 | 4 | 2  | 10 | -8   |  | Tractor Sazi               | 0-1 | 1-1 | 1-3 |     |

### Groupe B
| Rang | Équipe             | Pts | J | G | N | P | Bp | Bc | Diff |  | Résultats (▼ dom., ► ext.) |     |     |     |     |
| ---- | ------------------ | --- | - | - | - | - | -- | -- | ---- |  | -------------------------- | --- | --- | --- | --- |
| 1    | Al-Duhail SC       | 18  | 6 | 6 | 0 | 0 | 13 | 6  | +7   |  | Al-Duhail SC               |     | 3-1 | 3-2 | 1-0 |
| 2    | Zob Ahan FC        | 7   | 6 | 2 | 1 | 3 | 6  | 8  | -2   |  | Zob Ahan FC                | 0-1 |     | 2-0 | 2-0 |
| 3    | Lokomotiv Tachkent | 7   | 6 | 2 | 1 | 3 | 13 | 9  | +4   |  | Lokomotiv Tachkent         | 1-2 | 1-1 |     | 5-0 |
| 4    | Al-Wahda           | 3   | 6 | 1 | 0 | 5 | 6  | 15 | -9   |  | Al-Wahda                   | 2-3 | 3-0 | 1-4 |     |

### Groupe C
| Rang | Équipe        | Pts | J | G | N | P | Bp | Bc | Diff |  | Résultats (▼ dom., ► ext.) |     |     |     |     |
| ---- | ------------- | --- | - | - | - | - | -- | -- | ---- |  | -------------------------- | --- | --- | --- | --- |
| 1    | Persépolis FC | 13  | 6 | 4 | 1 | 1 | 8  | 3  | +5   |  | Persépolis FC              |     | 1-0 | 3-0 | 2-0 |
| 2    | Al Sadd SC    | 12  | 6 | 4 | 0 | 2 | 11 | 5  | +6   |  | Al Sadd SC                 | 3-1 |     | 4-0 | 2-1 |
| 3    | Nasaf Qarshi  | 10  | 6 | 3 | 1 | 2 | 4  | 8  | -4   |  | Nasaf Qarshi               | 0-0 | 1-0 |     | 1-0 |
| 4    | Al Wasl Dubaï | 0   | 6 | 0 | 0 | 6 | 3  | 10 | -7   |  | Al Wasl Dubaï              | 0-1 | 1-2 | 1-2 |     |

### Groupe D
| Rang | Équipe            | Pts | J | G | N | P | Bp | Bc | Diff |  | Résultats (▼ dom., ► ext.) |     |     |     |     |
| ---- | ----------------- | --- | - | - | - | - | -- | -- | ---- |  | -------------------------- | --- | --- | --- | --- |
| 1    | Esteghlal Téhéran | 12  | 6 | 3 | 3 | 0 | 9  | 5  | +4   |  | Esteghlal Téhéran          |     | 1-1 | 2-0 | 1-0 |
| 2    | Al-Aïn Club       | 10  | 6 | 2 | 4 | 0 | 10 | 6  | +4   |  | Al-Aïn Club                | 2-2 |     | 1-1 | 2-1 |
| 3    | Al-Rayyan         | 6   | 6 | 1 | 3 | 2 | 7  | 11 | -4   |  | Al-Rayyan                  | 2-2 | 1-4 |     | 2-1 |
| 4    | Al-Hilal          | 2   | 6 | 0 | 2 | 4 | 3  | 7  | -4   |  | Al-Hilal                   | 0-1 | 0-0 | 1-1 |     |

### Groupe E
| Rang | Équipe                 | Pts | J | G | N | P | Bp | Bc | Diff |  | Résultats (▼ dom., ► ext.) |     |     |     |     |
| ---- | ---------------------- | --- | - | - | - | - | -- | -- | ---- |  | -------------------------- | --- | --- | --- | --- |
| 1    | Jeonbuk Hyundai Motors | 15  | 6 | 5 | 0 | 1 | 22 | 9  | +13  |  | Jeonbuk Hyundai Motors     |     | 6-3 | 3-2 | 3-0 |
| 2    | Tianjin Quanjian       | 13  | 6 | 4 | 1 | 1 | 15 | 11 | +4   |  | Tianjin Quanjian           | 4-2 |     | 3-2 | 3-0 |
| 3    | Kashiwa Reysol         | 4   | 6 | 1 | 1 | 4 | 6  | 10 | -4   |  | Kashiwa Reysol             | 0-2 | 1-1 |     | 1-0 |
| 4    | Kitchee SC             | 3   | 6 | 1 | 0 | 5 | 1  | 14 | -13  |  | Kitchee SC                 | 0-6 | 0-1 | 1-0 |     |

### Groupe F
| Rang | Équipe            | Pts | J | G | N | P | Bp | Bc | Diff |  | Résultats (▼ dom., ► ext.) |     |     |     |     |
| ---- | ----------------- | --- | - | - | - | - | -- | -- | ---- |  | -------------------------- | --- | --- | --- | --- |
| 1    | Shanghai SIPG     | 11  | 6 | 3 | 2 | 1 | 10 | 6  | +4   |  | Shanghai SIPG              |     | 2-2 | 4-1 | 1-1 |
| 2    | Ulsan Hyundai     | 9   | 6 | 2 | 3 | 1 | 14 | 12 | +2   |  | Ulsan Hyundai              | 0-1 |     | 6-2 | 2-1 |
| 3    | Melbourne Victory | 8   | 6 | 2 | 2 | 2 | 11 | 16 | -5   |  | Melbourne Victory          | 2-1 | 3-3 |     | 1-0 |
| 4    | Kawasaki Frontale | 3   | 6 | 0 | 3 | 3 | 6  | 9  | -3   |  | Kawasaki Frontale          | 0-1 | 2-2 | 2-2 |     |

### Groupe G
| Rang | Équipe               | Pts | J | G | N | P | Bp | Bc | Diff |  | Résultats (▼ dom., ► ext.) |     |     |     |     |
| ---- | -------------------- | --- | - | - | - | - | -- | -- | ---- |  | -------------------------- | --- | --- | --- | --- |
| 1    | Guangzhou Evergrande | 12  | 6 | 3 | 3 | 0 | 12 | 6  | +6   |  | Guangzhou Evergrande       |     | 1-1 | 3-1 | 5-3 |
| 2    | Buriram United       | 9   | 6 | 2 | 3 | 1 | 7  | 6  | +1   |  | Buriram United             | 1-1 |     | 2-0 | 0-2 |
| 3    | Cerezo Osaka         | 8   | 6 | 2 | 2 | 2 | 6  | 8  | -2   |  | Cerezo Osaka               | 0-0 | 2-2 |     | 2-1 |
| 4    | Jeju United          | 3   | 6 | 1 | 0 | 5 | 6  | 11 | -5   |  | Jeju United                | 0-2 | 0-1 | 0-1 |     |

### Groupe H
| Rang | Équipe                  | Pts | J | G | N | P | Bp | Bc | Diff |  | Résultats (▼ dom., ► ext.) |     |     |     |     |
| ---- | ----------------------- | --- | - | - | - | - | -- | -- | ---- |  | -------------------------- | --- | --- | --- | --- |
| 1    | Suwon Samsung Bluewings | 10  | 6 | 3 | 1 | 2 | 8  | 7  | +1   |  | Suwon Samsung Bluewings    |     | 1-2 | 1-4 | 1-1 |
| 2    | Kashima Antlers         | 9   | 6 | 2 | 3 | 1 | 8  | 6  | +2   |  | Kashima Antlers            | 0-1 |     | 1-1 | 1-1 |
| 3    | Sydney Football Club    | 6   | 6 | 1 | 3 | 2 | 7  | 8  | -1   |  | Sydney Football Club       | 0-2 | 0-2 |     | 0-0 |
| 4    | Shanghai Shenhua        | 5   | 6 | 0 | 5 | 1 | 6  | 8  | -2   |  | Shanghai Shenhua           | 0-2 | 2-2 | 2-2 |     |

## Phase finale

### Huitièmes de finale
| Équipe           | Aller           | Total           | Retour          | Équipe                  |
| Asie de l'Ouest  | Asie de l'Ouest | Asie de l'Ouest | Asie de l'Ouest | Asie de l'Ouest         |
| ---------------- | --------------- | --------------- | --------------- | ----------------------- |
| Al-Jazira        | 3 - 2           | 4 - 4E          | 1 - 2           | Persépolis FC           |
| Al Sadd SC       | 2 - 1           | 4 - 3           | 2 - 2           | Al-Ahli                 |
| Zob Ahan         | 1 - 0           | 2 - 3           | 1 - 3           | Esteghlal FC            |
| Al-Aïn FC        | 2 - 4           | 3 - 8           | 1 - 4           | Al-Duhail SC            |
| Asie de l'Est    |                 |                 |                 |                         |
| Tianjin Quanjian | 0 - 0           | 2E - 2          | 2 - 2           | Guangzhou Evergrande    |
| Buriram United   | 3 - 2           | 3 - 4           | 0 - 2           | Jeonbuk Hyundai Motors  |
| Ulsan Hyundai    | 1 - 0           | 1 - 3           | 0 - 3           | Suwon Samsung Bluewings |
| Kashima Antlers  | 3 - 1           | 4 - 3           | 1 - 2           | Shanghai SIPG           |

### Quarts de finale
| Équipe                 | Aller           | Total           | Retour          | Équipe                  |
| Asie de l'Ouest        | Asie de l'Ouest | Asie de l'Ouest | Asie de l'Ouest | Asie de l'Ouest         |
| ---------------------- | --------------- | --------------- | --------------- | ----------------------- |
| Esteghlal FC           | 1 - 3           | 3 - 5           | 2 - 2           | Al Sadd SC              |
| Al-Duhail SC           | 1 - 0           | 2 - 3           | 1 - 3           | Persépolis FC           |
| Asie de l'Est          |                 |                 |                 |                         |
| Kashima Antlers        | 2 - 0           | 5 - 0           | 3 - 0           | Tianjin Quanjian        |
| Jeonbuk Hyundai Motors | 0 - 3           | 3 - 3 2-4 tab   | 3 - 0           | Suwon Samsung Bluewings |

### Demi-finales
| Équipe          | Aller           | Total           | Retour          | Équipe                  |
| Asie de l'Ouest | Asie de l'Ouest | Asie de l'Ouest | Asie de l'Ouest | Asie de l'Ouest         |
| --------------- | --------------- | --------------- | --------------- | ----------------------- |
| Al Sadd SC      | 0 - 1           | 1 - 2           | 1 - 1           | Persépolis FC           |
| Asie de l'Est   |                 |                 |                 |                         |
| Kashima Antlers | 3 - 2           | 6 - 5           | 3 - 3           | Suwon Samsung Bluewings |

- Région de l'Ouest-Asie: le champion Persépolis Téhéran

- Région de l'Est-Asie: le champion Kashima Antlers

### Finale
| Équipe          | Aller | Total | Retour | Équipe        |
| --------------- | ----- | ----- | ------ | ------------- |
| Kashima Antlers | 2 - 0 | 2 - 0 | 0 - 0  | Persépolis FC |

### Tableau final
|  | Huitièmes de finale     | Huitièmes de finale     | Huitièmes de finale     | Huitièmes de finale     |                        |                        | Quarts de finale | Quarts de finale | Quarts de finale | Quarts de finale |  |  | Demi-finales | Demi-finales | Demi-finales | Demi-finales |  |  | Finale | Finale | Finale | Finale |
|  |                         |                         |                         |                         |                        |                        |                  |                  |                  |                  |  |  |              |              |              |              |  |  |        |        |        |        |
|  |                         |                         |                         |                         |                        |                        |                  |                  |                  |                  |  |  |              |              |              |              |  |  |        |        |        |        |
|  | Zob Ahan                | Zob Ahan                | 1                       | 1                       |                        |                        |                  |                  |                  |                  |  |  |              |              |              |              |  |  |        |        |        |        |
|  | Zob Ahan                | Zob Ahan                | 1                       | 1                       |                        |                        |                  |                  |                  |                  |  |  |              |              |              |              |  |  |        |        |        |        |
|  | Esteghlal FC            | Esteghlal FC            | 0                       | 3                       |                        |                        |                  |                  |                  |                  |  |  |              |              |              |              |  |  |        |        |        |        |
|  | Esteghlal FC            | Esteghlal FC            | 0                       | 3                       | Esteghlal FC           | Esteghlal FC           | 1                | 2                |                  |                  |  |  |              |              |              |              |  |  |        |        |        |        |
|  |                         |                         |                         |                         | Esteghlal FC           | Esteghlal FC           | 1                | 2                |                  |                  |  |  |              |              |              |              |  |  |        |        |        |        |
|  |                         |                         | Al Sadd SC              | Al Sadd SC              | 3                      | 2                      |                  |                  |                  |                  |  |  |              |              |              |              |  |  |        |        |        |        |
|  | Al Sadd SC              | Al Sadd SC              | Al Sadd SC              | Al Sadd SC              | 3                      | 2                      | 2                | 2                |                  |                  |  |  |              |              |              |              |  |  |        |        |        |        |
|  | Al Sadd SC              | Al Sadd SC              |                         |                         |                        |                        |                  | 2                |                  |                  |  |  |              |              |              |              |  |  |        |        |        |        |
|  | Al-Ahli                 | Al-Ahli                 | 1                       | 2                       |                        |                        |                  |                  |                  |                  |  |  |              |              |              |              |  |  |        |        |        |        |
|  | Al-Ahli                 | Al-Ahli                 | 1                       | 2                       | Al Sadd SC             | Al Sadd SC             | 0                | 1                |                  |                  |  |  |              |              |              |              |  |  |        |        |        |        |
|  |                         |                         |                         |                         | Al Sadd SC             | Al Sadd SC             | 0                | 1                |                  |                  |  |  |              |              |              |              |  |  |        |        |        |        |
|  |                         |                         | Persépolis FC           | Persépolis FC           | 1                      | 1                      |                  |                  |                  |                  |  |  |              |              |              |              |  |  |        |        |        |        |
|  | Al-Aïn FC               | Al-Aïn FC               | Persépolis FC           | Persépolis FC           | 1                      | 1                      | 2                | 1                |                  |                  |  |  |              |              |              |              |  |  |        |        |        |        |
|  | Al-Aïn FC               | Al-Aïn FC               |                         |                         |                        |                        |                  | 1                |                  |                  |  |  |              |              |              |              |  |  |        |        |        |        |
|  | Al-Duhail SC            | Al-Duhail SC            | 4                       | 4                       |                        |                        |                  |                  |                  |                  |  |  |              |              |              |              |  |  |        |        |        |        |
|  | Al-Duhail SC            | Al-Duhail SC            | 4                       | 4                       | Al-Duhail SC           | Al-Duhail SC           | 1                | 1                |                  |                  |  |  |              |              |              |              |  |  |        |        |        |        |
|  |                         |                         |                         |                         | Al-Duhail SC           | Al-Duhail SC           | 1                | 1                |                  |                  |  |  |              |              |              |              |  |  |        |        |        |        |
|  |                         |                         | Persépolis FC           | Persépolis FC           | 0                      | 3                      |                  |                  |                  |                  |  |  |              |              |              |              |  |  |        |        |        |        |
|  | Al-Jazira               | Al-Jazira               | Persépolis FC           | Persépolis FC           | 0                      | 3                      | 3                | 1                |                  |                  |  |  |              |              |              |              |  |  |        |        |        |        |
|  | Al-Jazira               | Al-Jazira               |                         |                         |                        |                        |                  | 1                |                  |                  |  |  |              |              |              |              |  |  |        |        |        |        |
|  | Persépolis FC           | Persépolis FC           | 2                       | 2E                      |                        |                        |                  |                  |                  |                  |  |  |              |              |              |              |  |  |        |        |        |        |
|  | Persépolis FC           | Persépolis FC           | 2                       | 2E                      | Kashima Antlers        | Kashima Antlers        | 2                | 0                |                  |                  |  |  |              |              |              |              |  |  |        |        |        |        |
|  |                         |                         |                         |                         | Kashima Antlers        | Kashima Antlers        | 2                | 0                |                  |                  |  |  |              |              |              |              |  |  |        |        |        |        |
|  |                         |                         | Persépolis FC           | Persépolis FC           | 0                      | 0                      |                  |                  |                  |                  |  |  |              |              |              |              |  |  |        |        |        |        |
|  | Kashima Antlers         | Kashima Antlers         | Persépolis FC           | Persépolis FC           | 0                      | 0                      | 3                | 1                |                  |                  |  |  |              |              |              |              |  |  |        |        |        |        |
|  | Kashima Antlers         | Kashima Antlers         |                         |                         |                        |                        |                  | 1                |                  |                  |  |  |              |              |              |              |  |  |        |        |        |        |
|  | Shanghai SIPG           | Shanghai SIPG           | 1                       | 2                       |                        |                        |                  |                  |                  |                  |  |  |              |              |              |              |  |  |        |        |        |        |
|  | Shanghai SIPG           | Shanghai SIPG           | 1                       | 2                       | Kashima Antlers        | Kashima Antlers        | 2                | 3                |                  |                  |  |  |              |              |              |              |  |  |        |        |        |        |
|  |                         |                         |                         |                         | Kashima Antlers        | Kashima Antlers        | 2                | 3                |                  |                  |  |  |              |              |              |              |  |  |        |        |        |        |
|  |                         |                         | Tianjin Quanjian        | Tianjin Quanjian        | 0                      | 0                      |                  |                  |                  |                  |  |  |              |              |              |              |  |  |        |        |        |        |
|  | Tianjin Quanjian        | Tianjin Quanjian        | Tianjin Quanjian        | Tianjin Quanjian        | 0                      | 0                      | 0                | 2E               |                  |                  |  |  |              |              |              |              |  |  |        |        |        |        |
|  | Tianjin Quanjian        | Tianjin Quanjian        |                         |                         |                        |                        |                  | 2E               |                  |                  |  |  |              |              |              |              |  |  |        |        |        |        |
|  | Guangzhou Evergrande    | Guangzhou Evergrande    | 0                       | 2                       |                        |                        |                  |                  |                  |                  |  |  |              |              |              |              |  |  |        |        |        |        |
|  | Guangzhou Evergrande    | Guangzhou Evergrande    | 0                       | 2                       | Kashima Antlers        | Kashima Antlers        | 3                | 3                |                  |                  |  |  |              |              |              |              |  |  |        |        |        |        |
|  |                         |                         |                         |                         | Kashima Antlers        | Kashima Antlers        | 3                | 3                |                  |                  |  |  |              |              |              |              |  |  |        |        |        |        |
|  |                         |                         | Suwon Samsung Bluewings | Suwon Samsung Bluewings | 2                      | 3                      |                  |                  |                  |                  |  |  |              |              |              |              |  |  |        |        |        |        |
|  | Buriram United          | Buriram United          | Suwon Samsung Bluewings | Suwon Samsung Bluewings | 2                      | 3                      | 3                | 0                |                  |                  |  |  |              |              |              |              |  |  |        |        |        |        |
|  | Buriram United          | Buriram United          |                         |                         |                        |                        |                  | 0                |                  |                  |  |  |              |              |              |              |  |  |        |        |        |        |
|  | Jeonbuk Hyundai Motors  | Jeonbuk Hyundai Motors  | 2                       | 2                       |                        |                        |                  |                  |                  |                  |  |  |              |              |              |              |  |  |        |        |        |        |
|  | Jeonbuk Hyundai Motors  | Jeonbuk Hyundai Motors  | 2                       | 2                       | Jeonbuk Hyundai Motors | Jeonbuk Hyundai Motors | 0                | 3 (2)            |                  |                  |  |  |              |              |              |              |  |  |        |        |        |        |
|  |                         |                         |                         |                         | Jeonbuk Hyundai Motors | Jeonbuk Hyundai Motors | 0                | 3 (2)            |                  |                  |  |  |              |              |              |              |  |  |        |        |        |        |
|  |                         |                         | Suwon Samsung Bluewings | Suwon Samsung Bluewings | 3                      | 0 (4)                  |                  |                  |                  |                  |  |  |              |              |              |              |  |  |        |        |        |        |
|  | Ulsan Hyundai           | Ulsan Hyundai           | Suwon Samsung Bluewings | Suwon Samsung Bluewings | 3                      | 0 (4)                  | 1                | 0                |                  |                  |  |  |              |              |              |              |  |  |        |        |        |        |
|  | Ulsan Hyundai           | Ulsan Hyundai           |                         |                         |                        |                        |                  | 0                |                  |                  |  |  |              |              |              |              |  |  |        |        |        |        |
|  | Suwon Samsung Bluewings | Suwon Samsung Bluewings | 0                       | 3                       |                        |                        |                  |                  |                  |                  |  |  |              |              |              |              |  |  |        |        |        |        |
|  | Suwon Samsung Bluewings | Suwon Samsung Bluewings | 0                       | 3                       |                        |                        |                  |                  |                  |                  |  |  |              |              |              |              |  |  |        |        |        |        |
|  |                         |                         |                         |                         |                        |                        |                  |                  |                  |                  |  |  |              |              |              |              |  |  |        |        |        |        |

## Classements annexes

### Buteurs
| Rang | Nom               | Équipe                  | Buts |
| 1    | Baghdad Bounedjah | Al Sadd                 | 13   |
| 2    | Youssef El-Arabi  | Al Duhail               | 9    |
| 2    | Dejan Damjanović  | Suwon Samsung Bluewings | 9    |
| 3    | Omar Abdulrahman  | Al-Aïn                  | 7    |
| 3    | Alan              | Guangzhou Evergrande    | 7    |
| 3    | Mame Baba Thiam   | Esteghlal Téhéran       | 7    |